# Neacomys vargasllosai
Neacomys vargasllosai es una especie de roedor miomorfo de la familia Cricetidae. Habita en los bosques nubosos de montaña desde el sur de Perú hasta Bolivia. Recibe su nombre en honor al escritor peruano Mario Vargas Llosa.